# Sicana odorifera
Sicana odorifera là một loài thực vật có hoa trong họ Cucurbitaceae. Loài này được (Vell.) Naudin miêu tả khoa học đầu tiên năm 1862.

## Hình ảnh

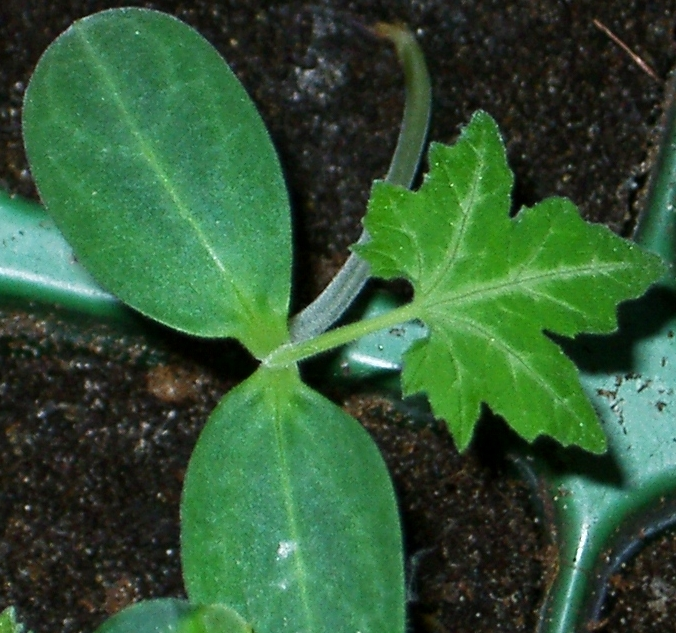
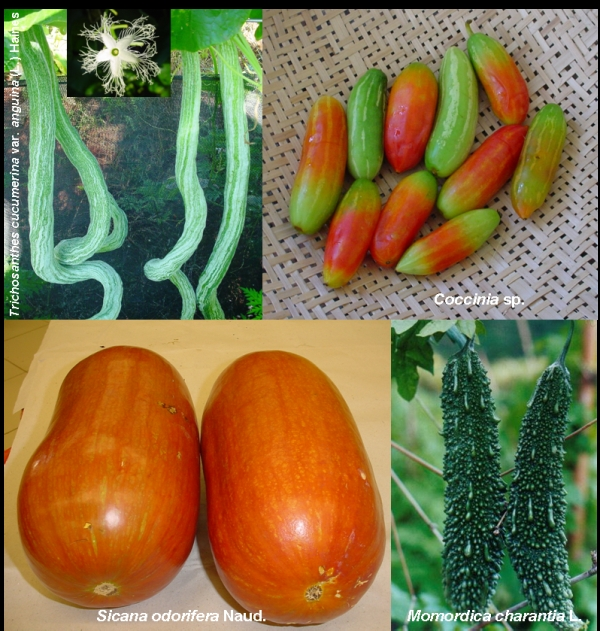
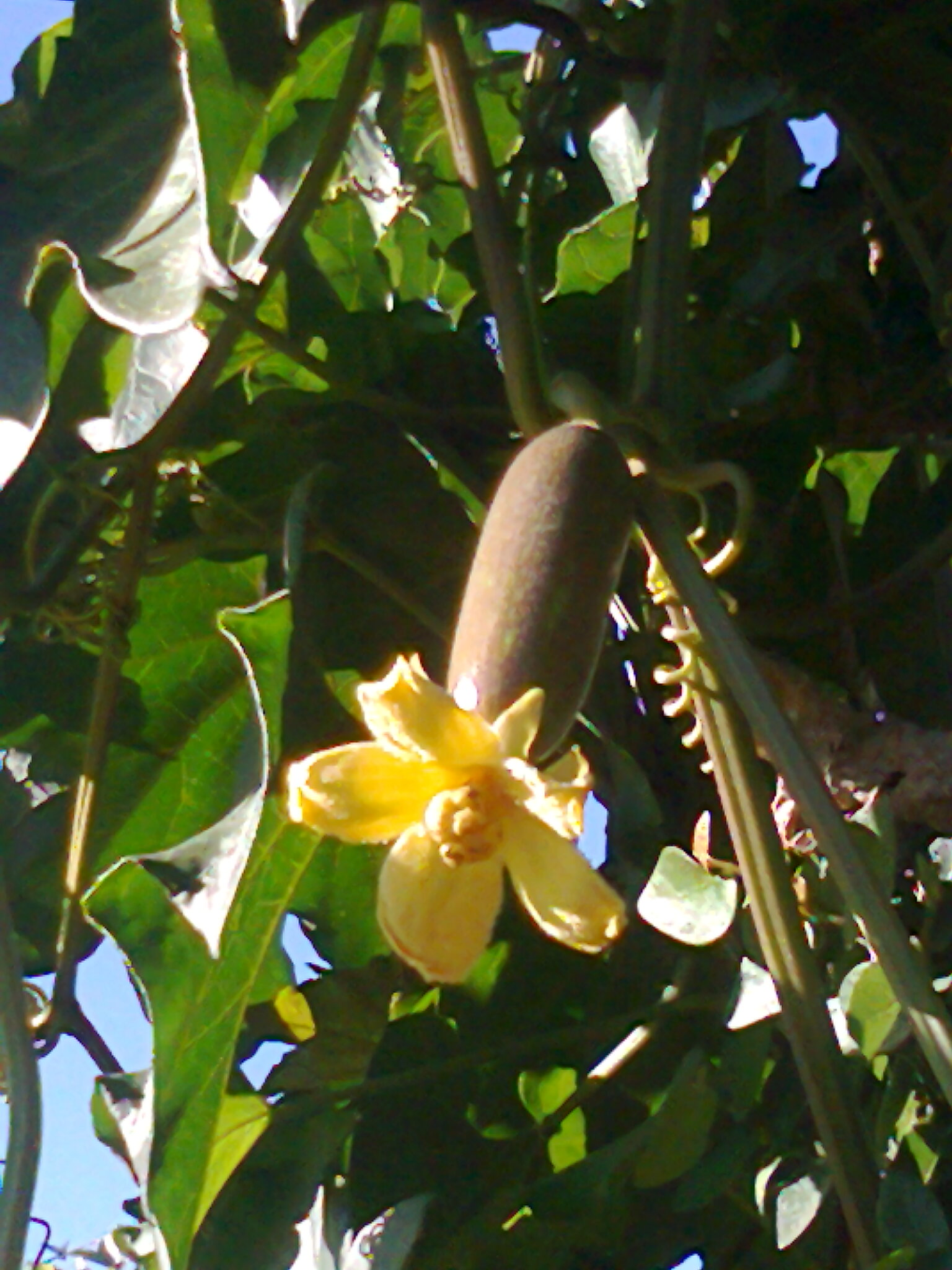
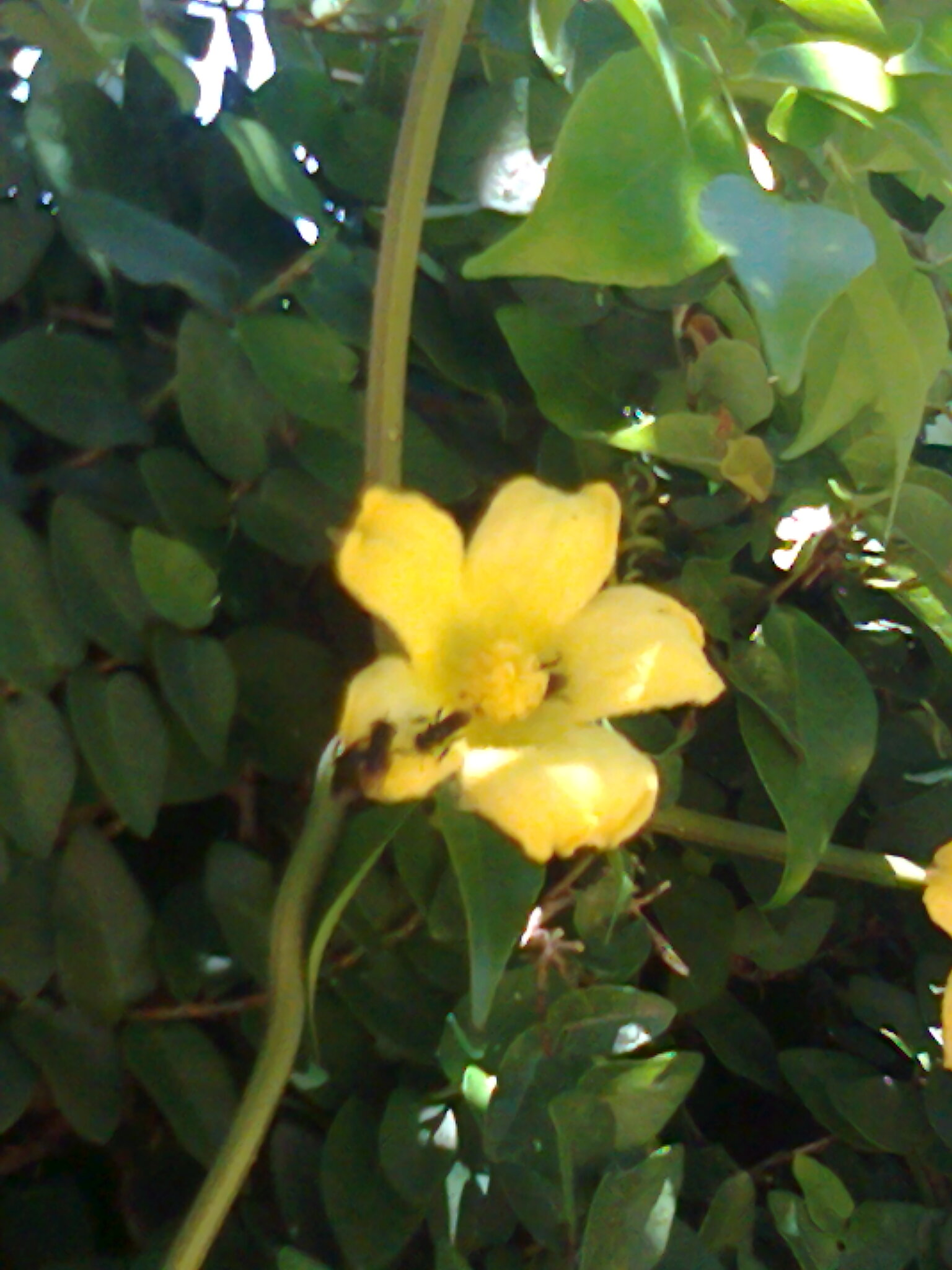